# Albrecht II. (HRR)

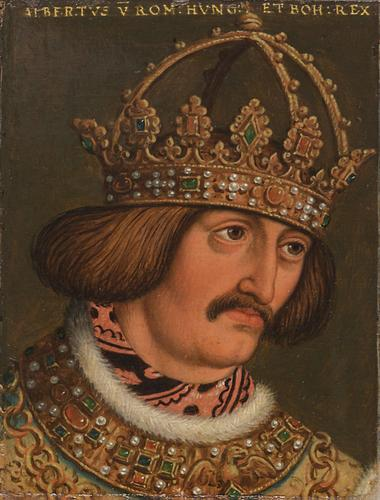
Antoni Boys, Albrecht II.

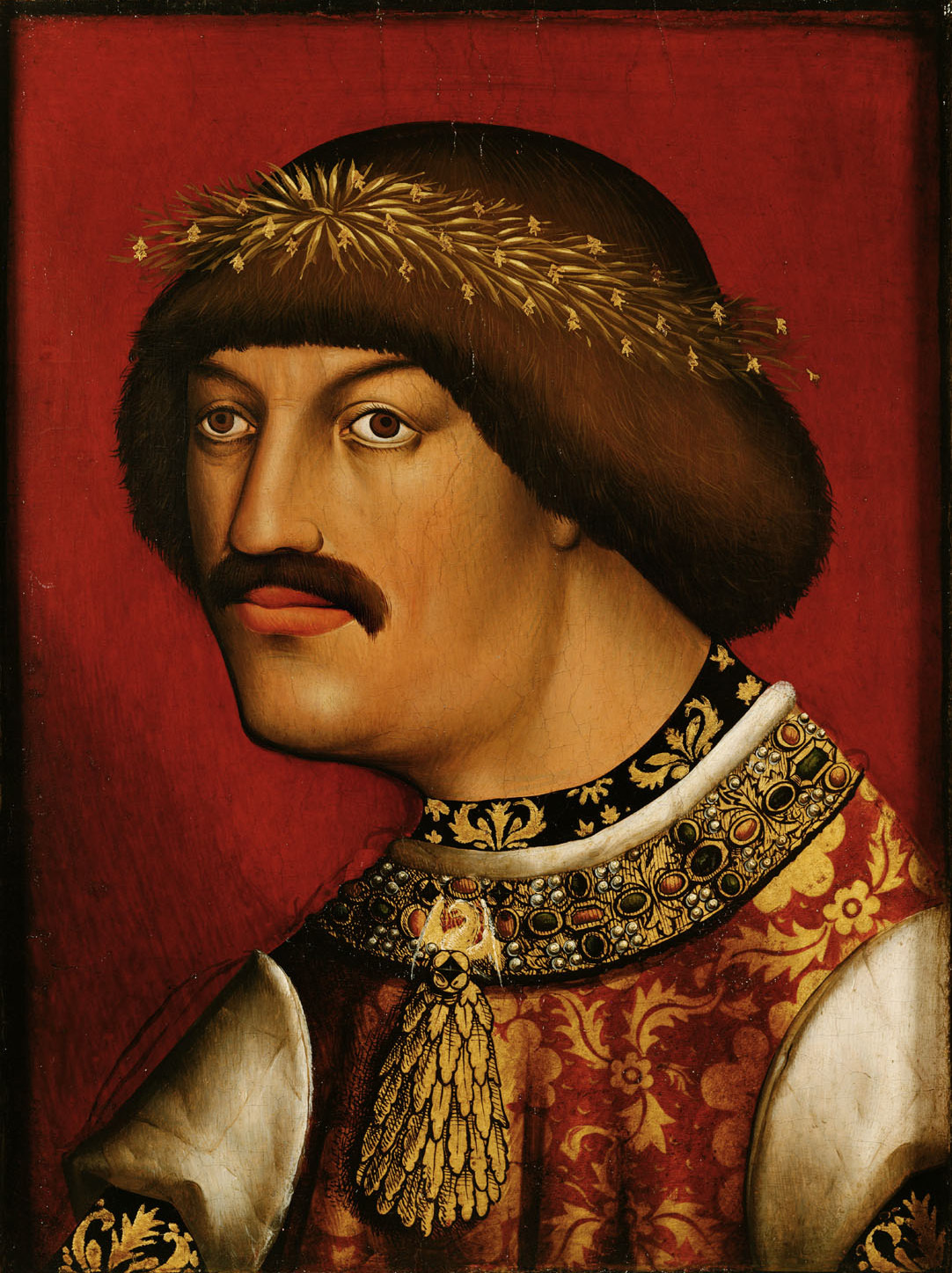
Albrecht II. von Habsburg; anonymes Gemälde aus dem 16. Jahrhundert, Kunsthistorisches Museum

Der Habsburger Albrecht (ungarisch Albert, kroatisch Albreht; * 16. August 1397 in Wien, Herzogtum Österreich; † 27. Oktober 1439 in Neszmély nahe Esztergom) war ab 1404 als Albrecht V. Herzog von Österreich und ab 1438 als Albrecht II. römisch-deutscher König sowie König von Ungarn, Kroatien und Böhmen. Albrecht unterstützte den römisch-deutschen Kaiser und böhmischen König Sigismund, dessen Tochter Elisabeth von Luxemburg er geheiratet hatte, bei dessen Kampf gegen die Hussiten und übernahm, nach dessen Tod, seine vier Königskronen. Die römisch-deutsche Königswürde sollte bis zum Untergang des Heiligen Römischen Reiches 1806, mit nur wenigen Jahren Unterbrechung, bei den Habsburgern (bzw. dem Haus Habsburg-Lothringen) bleiben. Er war der letzte römisch-deutsche Herrscher, der nicht die Kaiserwürde innehatte.

## Leben
Albrecht war der Sohn des Herzogs Albrechts IV. von Österreich († 1404) und der Herzogin Johanna Sophie von Bayern-Straubing.
Während seiner Minderjährigkeit verwalteten seine drei Großonkel, zuerst Wilhelm der Artige (bis 1406), dann Herzog Leopold der Dicke und zuletzt Ernst der Eiserne von Steiermark, unter fortwährenden Streitigkeiten seine Erblande. Nachdem seine Vormunde die Regierungsgewalt auch nach dessen Volljährigkeit nicht an ihn übergaben, entführten die österreichischen Stände Albrecht 1411 und erklärten ihn bei einem Landtag zu Eggenburg zum rechtmäßigen Landesfürsten. Seine Erzieher waren Berthold von Wehingen, der spätere Fürstbischof von Freising, und Reinprecht (II.) von Walsee.
Am 17. März 1420 wurde durch eine Päpstliche Bulle der Kreuzzug gegen die häretischen Hussiten in Böhmen angeordnet. Im Juni vereinigten sich Albrechts Truppen bei Beraun mit den Truppen des römisch-deutschen Königs Sigismund. Am 28. September 1421 einigte sich Sigismund mit Albrecht in Preßburg über die Bedingungen, unter welchen dieser seine minderjährige Tochter, Prinzessin Elisabeth, zur Frau erhalten sollte. Für die Belehnung mit Mähren, die am 4. Oktober 1423 an den Herzog erfolgte, musste Albrecht V. fast alleine die Last des Hussitenkrieges bestreiten.
Albrecht versuchte der Ausbreitung der Hussiten neben militärischen Mitteln auch durch die kirchentreue Melker Klosterreform zu begegnen. Auch andere Häretiker sowie die Juden ließ er verfolgen. Die großangelegte Vertreibung und Ermordung der Wiener Juden 1420/1421 und die Schleifung der Or-Sarua-Synagoge auf dem Judenplatz ging nicht zuletzt auf seine Initiative zurück.
Den Feldzug von 1423 eröffnete Albrecht mit der Belagerung von Lundenburg. Die Böhmen unter Jan Žižka und Andreas Prokop rückten zum Entsatz heran. Albrecht musste die Belagerung aufheben und zog sich über Marchegg nach Preßburg zurück. Er verstärkte sich mit ungarischen Truppen und brachte im Gegenzug den Hussiten bei Kremsier eine bedeutende Niederlage bei.
1424 eroberte Albrecht alle gegnerischen Plätze in Mähren, dann gebot ihm der Gegner unter Žižka vor Pribislav Halt. Während eingeleiteter Friedensverhandlungen starb Žižka, abgespaltete Heerhaufen der Taboriten fielen unter Andreas Prokop in Österreich ein.
Albrecht unterstützte seinen Schwiegervater auch weiterhin in seinem Kampf gegen die Hussiten, ein Umstand, der die österreichischen Länder immer tiefer in die Auseinandersetzung hineinzog. Am 25. Juli 1425 schlossen König Sigismund und Albrecht zu Waitzen ein gegenseitiges Beistandsbündnis mit dem Markgrafen Friedrich von Meißen, der dafür die Kurwürde von Sachsen erlangte.
Die Böhmen drangen unter ihrem neuen Führer Andreas Prokop in Mähren ein und eroberten Trebitsch, am 12. November zerstörten sie das Stift Klosterbruck bei Znaim.
Vor allem die Gebiete nördlich der Donau wurden zwischen November 1425 und 1431/1432 von marodierenden Kampfverbänden heimgesucht.
Im März 1427 verheerten die Gegner Stadt Stift Zwettl, im folgenden Jahr belagerten sie Brünn, das sich aber erfolgreich verteidigen konnte.
Während die königlichen Truppen 1431 in der Schlacht bei Taus von den Hussiten schwer geschlagen worden waren, konnten Albrechts Truppen im Oktober 1431 einen feindlichen Heerhaufen bei Waidhofen an der Thaya zurückschlagen. Trotzdem war Albrecht jetzt gezwungen, einen etwas moderateren Kurs einzuschlagen.
König Sigismund designierte Albrecht II. immer verstärkter zum Nachfolger seiner Luxemburger Hausmacht. Nach Aufnahme von Friedensverhandlungen 1433 ließen die Einfälle der Hussiten nach, der mährische Grenzraum kam zur Ruhe. Die Vernichtung des Hauptheeres der Hussiten bei Lipan durch verbündete Truppen machte 1434 den Weg zum Ausgleich frei.
Nachdem der bereits schwer erkrankte Kaiser Sigismund bei einem Zusammentreffen mit Albrecht in Znaim verstorben war, wählten die ungarischen Stände den Herzog am 18. Dezember 1437 zu dessen Nachfolger. In Böhmen schlug die pro-österreichische Seite unter Führung von Ulrich II. von Rosenberg und Meinhard von Neuhaus am 30. Dezember 1437 Albrecht zwar als König vor, hatte aber eine starke Opposition. Am 1. Januar 1438 wurde Albrecht in Stuhlweißenburg vorerst nur zum König von Ungarn gekrönt.
Als Albrecht am 18. März 1438 in Frankfurt am Main auch zum Römisch-deutschen König erwählt worden war, versuchten die Hussiten und ihre polnischen Verbündeten seine zusätzliche Erhebung in Böhmen mit allen Mitteln zu verhindern. Daraufhin drang Albrecht mit bewaffnetem Gefolge in Prag ein und ließ sich am 29. Juni 1438 im Prager Veitsdom zum König von Böhmen krönen. Trotzdem konnte er das Land nicht dauerhaft in Besitz nehmen und musste sich wieder zurückziehen. Auf seiner Reise nach Schlesien hat oder hatte er die Huldigung der Stände entgegengenommen, so vom 28. Oktober bis zum 12. November in Görlitz, wo er im Schönhof residierte.
Als römisch-deutscher König berief er einen Reichstag ein und schloss sich der kurfürstlichen Neutralität im Streit zwischen dem Papst und dem Basler Konzil an. Größere politische Aktivität entfaltete er nicht, da er bereits 1439 gegen die Türken nach Ungarn zog. Dort stieß er auf erhebliche Gegenwehr des einheimischen Adels gegen seine Versuche, seine königliche Macht durchzusetzen, sowie auf Auseinandersetzungen zwischen deutschen Siedlern und ungarischen Einwohnern. Diese Unruhen verhinderten, dass er sein Heer durch einheimische Kräfte verstärken konnte. Nicht zuletzt deshalb fiel Serbien an die Türken.
Während des Feldzugs starb Albrecht II. in Neszmély (Langendorf) vermutlich an der Ruhr, an der er bereits längere Zeit erkrankt war, und wurde in Stuhlweißenburg (Székesfehérvár) in der Basilika von Székesfehérvár begraben. Sein Sohn Ladislaus wurde erst nach seinem Tod durch Elisabeth zur Welt gebracht, daher erhielt er den Namen „Postumus“ (der Nachgeborene).
Sein Wahlspruch lautete: „Amicus optima vitae possessio“ (Ein Freund ist der beste Besitz des Lebens).

## Heirat und Nachkommen
Am 28. September 1421 heiratete Albrecht in Prag Prinzessin Elisabeth von Luxemburg (* um 1409; † 1442), die Tochter Kaiser Sigismunds und dessen Gattin Gräfin Barbara von Cilli. Das Paar hatte vier Kinder:
- Anna (* 1432; † 1462) ⚭ 1446 Wilhelm III., Herzog von Sachsen;
- Georg (*/† 1435), bestattet in der Herzogsgruft im Wiener Stephansdom;
- Elisabeth (* 1437; † 1505) ⚭ 1454 Kasimir IV. Andreas, König von Polen, Großfürst von Litauen;
- Ladislaus Postumus (* 1440; † 1457), König von Ungarn und Böhmen.